# The Resident (serie televisiva)
The Resident è una serie televisiva statunitense creata da Amy Holden Jones, Hayley Schore e Roshan Sethi e trasmessa dal 21 gennaio 2018 al 17 gennaio 2023.
La serie si concentra sulle vite e sui doveri dei membri del personale del fittizio Chastain Park Memorial Hospital di Atlanta, con un occhio critico sulle pratiche burocratiche della vita reale del settore sanitario.

## Trama
Devon Pravesh è un dottore che si è appena laureato ad Harvard e che arriva al Chastain Park, un ospedale di Atlanta, come specializzando, e viene assegnato al dott. Conrad, uno specializzando all'ultimo anno che ha dei metodi poco ortodossi ma è un ottimo medico.
Inoltre Conrad ha avuto una relazione con l'infermiera Nicolette, per la quale prova ancora dei sentimenti.
Nell'ospedale il primario di chirurgia, il dott. Randolph Bell, ha però un problema, un tremore alle mani, che è anche la causa della morte di alcuni pazienti, ma che tiene nascosto per paura di essere costretto a smettere di operare.
La trama si basa sul team formato da Conrad, Devon e Nicolette che cercano prima di far sospendere Randolph, ma, dopo che egli diventa l'amministratore delegato dell'ospedale, non possono far più nulla. Anche la dottoressa Mina Okafor si ritrova presto ad essere d’accordo coi tre ragazzi.
Allora scoprono che la primaria di oncologia, la dott.ssa Lane Hunter cura i suoi pazienti con dosaggi troppo alti di chemioterapia e che, con ciò, li uccide solo per far soldi, inoltre solo in seguito scopriranno che diagnostica ai pazienti il cancro anche se non ce l'hanno. Randolph e Lane hanno una relazione, anche se verrà interrotta da Randolph che farà arrestare la dottoressa per i suoi crimini, senza però ammettere i propri.

## Episodi
| Stagione         | Episodi | Prima TV USA | Prima TV Italia |
| ---------------- | ------- | ------------ | --------------- |
| Prima stagione   | 14      | 2018         | 2018            |
| Seconda stagione | 23      | 2018-2019    | 2018-2019       |
| Terza stagione   | 20      | 2019-2020    | 2019-2020       |
| Quarta stagione  | 14      | 2021         | 2021            |
| Quinta stagione  | 23      | 2021-2022    | 2021-2022       |
| Sesta stagione   | 13      | 2022-2023    | 2023            |

## Personaggi e interpreti

### Principali
- Dott. Conrad Hawkins (stagioni 1-6), interpretato da Matt Czuchry, doppiato da Andrea Mete.
Internista all'ultimo anno al Chastain Park Memorial Hospital. Mal sopportato da Bell per via dei suoi metodi, il dottor Hawkins mette i pazienti davanti a tutto, compresi i guadagni dell’ospedale stesso. Si sposa con Nic e ha una figlia con lei, prima della sua morte. Il suo passato è molto travagliato e anche per questo si dedica intensamente al suo lavoro.[4][5] Nel finale della sesta stagione capisce di provare qualcosa per Billie e inizia con quest'ultima una relazione.
- Infermiera Nicolette Nevin (stagioni 1-4, ricorrente 5), interpretata da Emily VanCamp, doppiata da Alessia Amendola.
Infermiera di pratica avanzata (APN) al Chastain Park Memorial Hospital. Aveva una relazione con Conrad, diventando sua moglie e infine madre di Gigi. Era più preparata delle altre infermiere del Chastain e proprio per questo rischiava di mettersi nei guai, in particolare con la dottoressa Hunter.[6][7] Muore nella 5 stagione, a seguito di un incidente stradale.
- Dott. Devon Pravesh (stagioni 1-6), interpretato da Manish Dayal, doppiato da Davide Albano.
Internista al primo anno al Chastain Park Memorial Hospital, viene affidato a Conrad Hawkins; i suoi metodi all’inizio sembreranno poco ortodossi a Devon, ma capirà presto l‘importanza dei consigli del collega diventando lui stesso un ottimo internista.[8]
- Dott.ssa Mina Okafor (stagioni 1-4), interpretata da Shaunette Renée Wilson, doppiata da Sara Ferranti.
Chirurgo al Chastain Park Memorial Hospital, inizialmente ricattata da Bell per questioni legate al suo permesso di soggiorno, riuscirà a tirare fuori il carattere oltre che il suo grande talento in sala operatoria.[9] Nella quarta stagione la dottoressa abbandona le corsie del Chastain per ritornare nel suo paese d'origine in Nigeria.
- Dott. Randolph Bell (stagioni 1-6), interpretato da Bruce Greenwood, doppiato da Antonio Sanna.
Primario di chirurgia al Chastain Park Memorial Hospital e futuro CEO, figura ambigua che il più delle volte sembra preoccuparsi del ritorno economico e dell’immagine del Chastain anziché della vita dei suoi pazienti.[8]
- Renata Morali (stagione 1), interpretata da Moran Atias, doppiata da Laura Romano.
Capo delle pubbliche relazioni al Chastain Park Memorial Hospital.[10]
- Claire Thorpe (stagione 1), interpretata da Merrin Dungey, doppiata da Barbara Castracane.
CEO al Chastain Park Memorial Hospital.[11]
- Dott.ssa Lane Hunter (stagione 1, guest stagione 2), interpretata da Melina Kanakaredes, doppiata da Franca D'Amato.
Oncologa al Chastain Park Memorial Hospital. È anche proprietaria di una clinica privata e si scoprirà essere responsabile di alcune sperimentazioni che hanno causato la morte di alcuni pazienti.
- Dott. AJ Austin (ricorrente stagione 1, stagioni 2-6), interpretato da Malcolm-Jamal Warner, doppiato da Stefano Alessandroni.
Chirurgo cardiotoracico, noto come “il rapace” per la sua spiccata personalità, è uno dei migliori chirurghi del Chastain Park nonostante la sua arroganza.
- Marshall Winthrop (ricorrente stagione 1, stagioni 2-6), interpretato da Glenn Morshower, doppiato da Pierluigi Astore.
Padre di Conrad, con cui ha un rapporto molto complicato, e Presidente del consiglio di amministrazione al Chastain Park Memorial Hospital.
- Dott.ssa Kitt Voss (stagioni 2-6), interpretata da Jane Leeves, doppiata da Laura Boccanera.
Nuovo chirurgo ortopedico dell'ospedale.
- Dott. Barrett Cain (stagioni 3-4), interpretato da Morris Chestnut, doppiato da Massimo Bitossi.
Nuovo neurochirurgo dell'ospedale.
- Billie Sutton (stagione 4-6), interpretata da Jessica Lucas, doppiata da Valentina Favazza.
Neochirurga specializzanda al Chastain Park Memorial Hospital e miglior amica di Nic. Nella sesta stagione ha una relazione con Conrad.
- Leela Devi (stagione 5-6, ricorrente stagione 4), interpretata da Anuja Joshi, doppiata da Martina Felli.
Nuova interna in chirurgia al Chastain che lotta con la dislessia.
- Kincaid "Cade" Sullivan (stagione 6, ricorrente stagione 5), interpretata da Kaley Ronayne, doppiata da Virginia Brunetti.
Medico del pronto soccorso. Ha avuto una relazione con Conrad.
- Trevor Daniels (stagione 5), interpretato da Miles Fowler.
Figlio di Billie. È un nuovo interno al Chastain e studia per diventare un anestesista.
- Dott. Ian Sullivan (stagione 6, ricorrente stagione 5) interpretato da Andrew McCarthy, doppiato da Sandro Acerbo.
Padre di Cade, è un chirurgo pediatrico narcisista ma brillante.

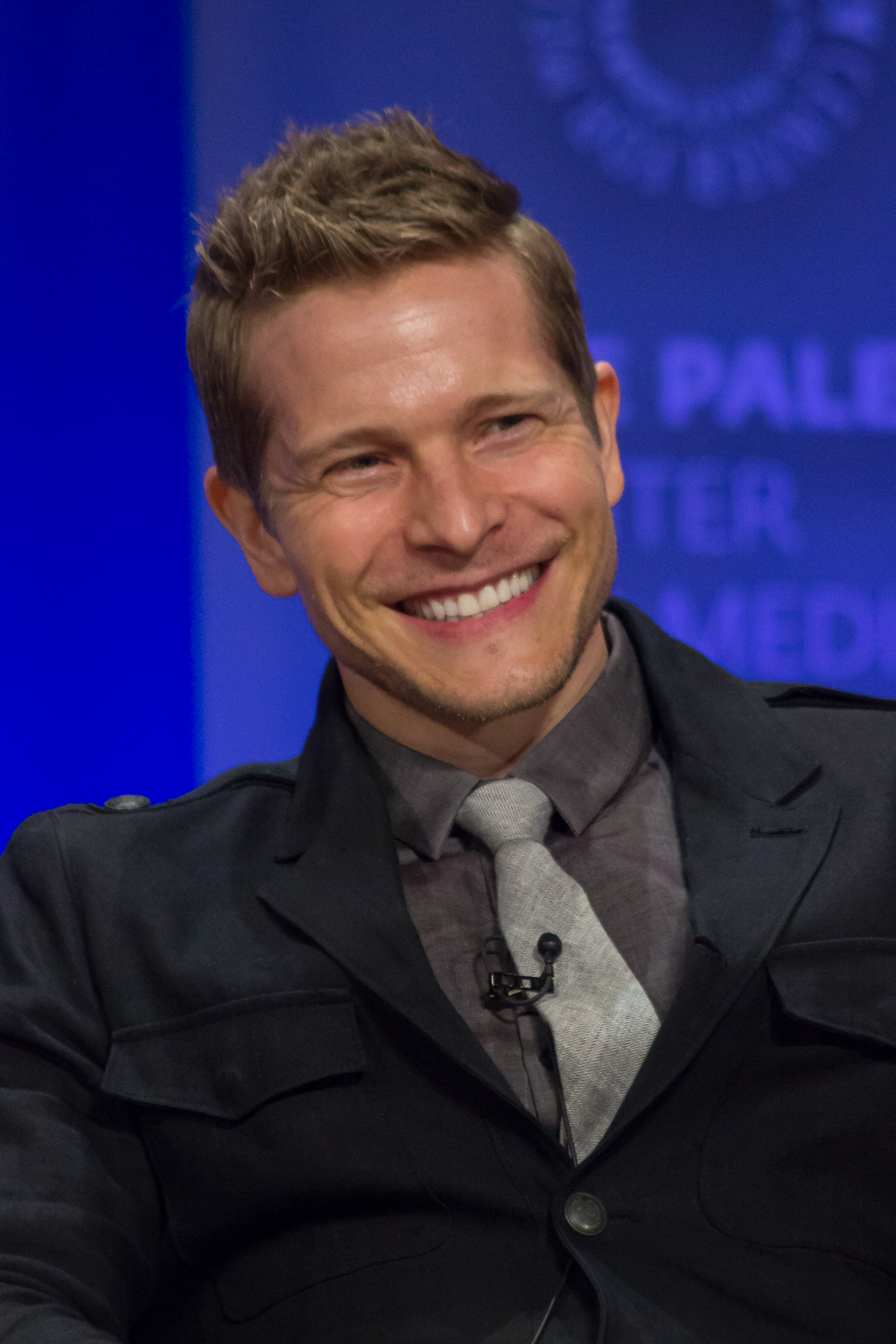
Matt Czuchry
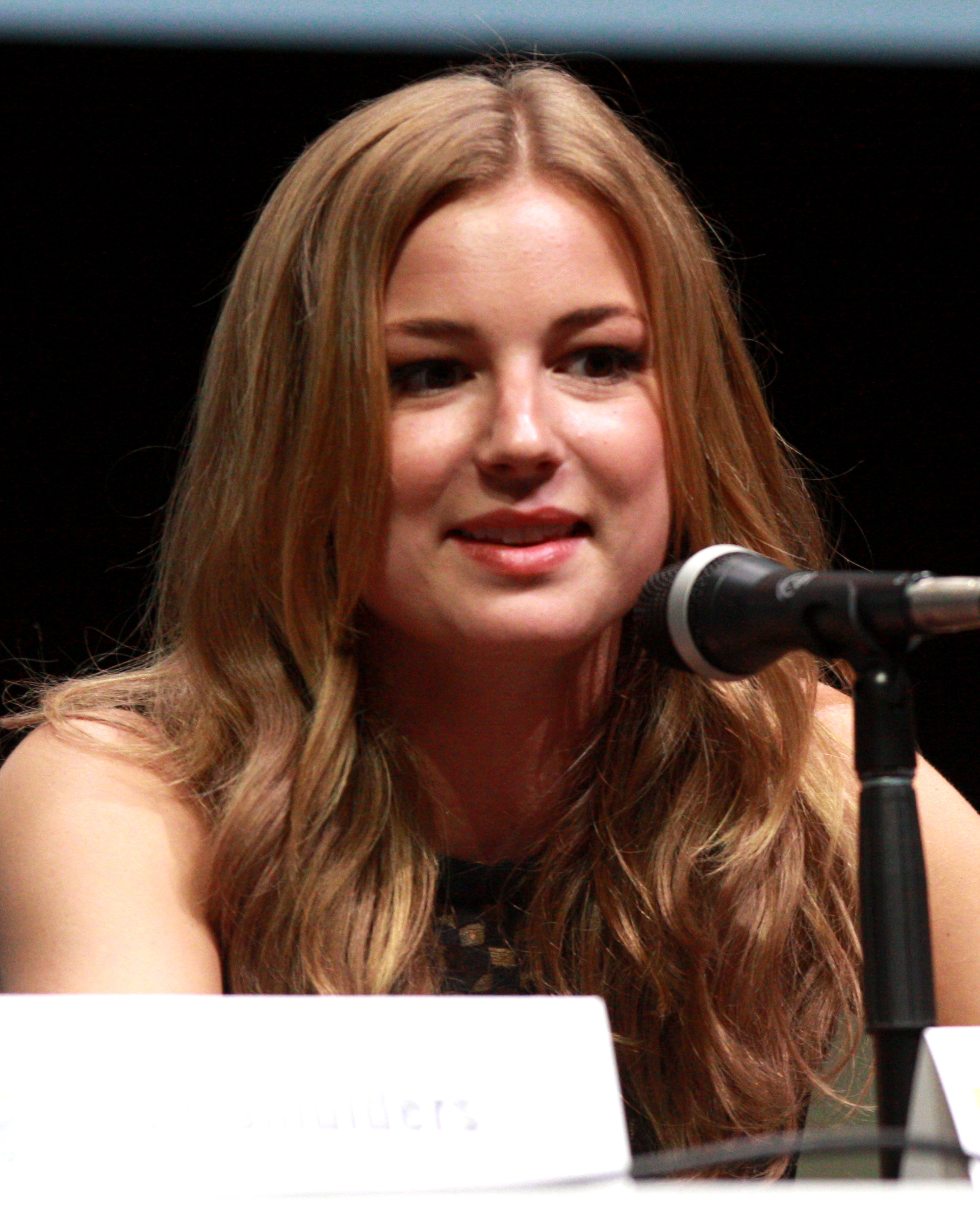
Emily VanCamp
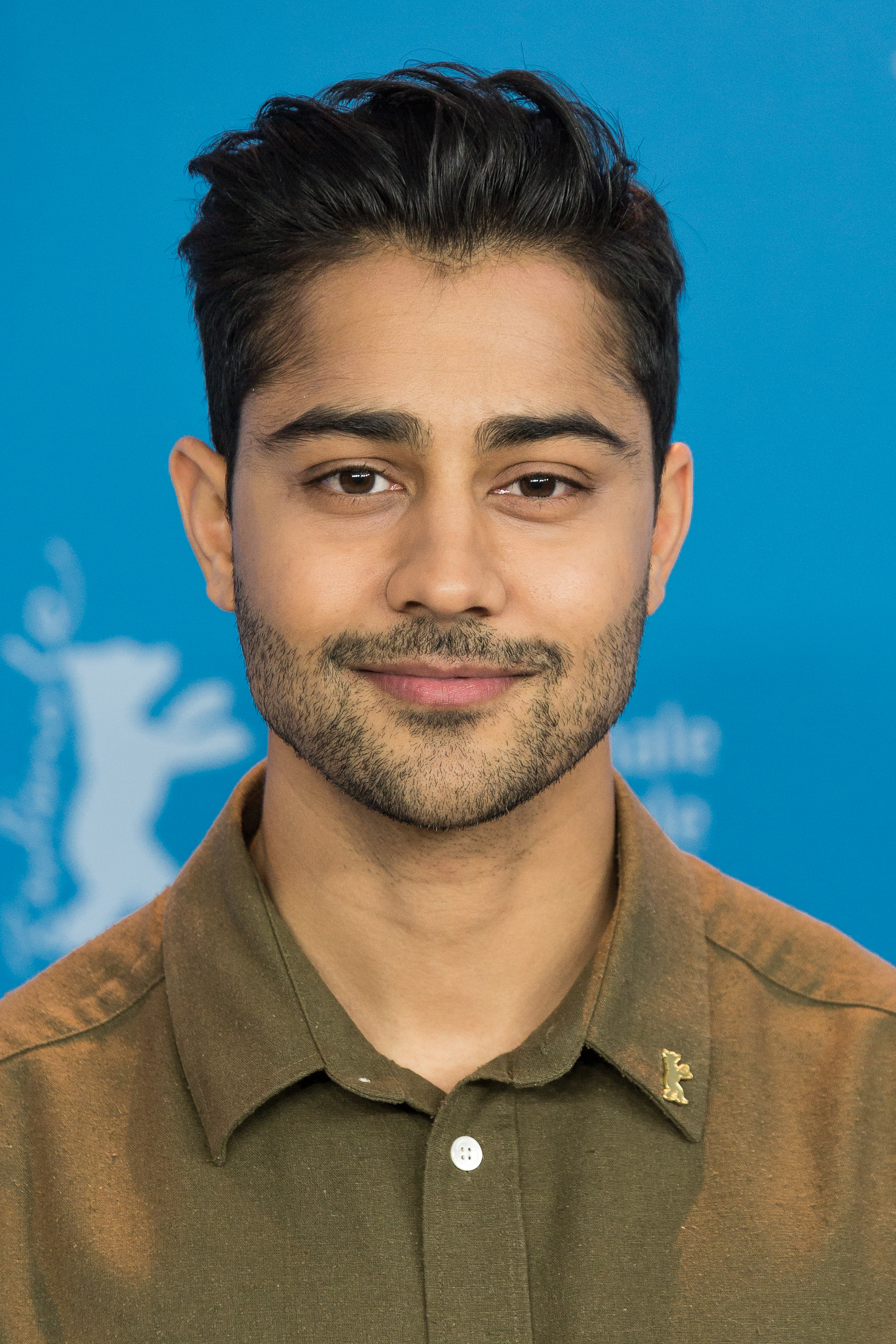
Manish Dayal
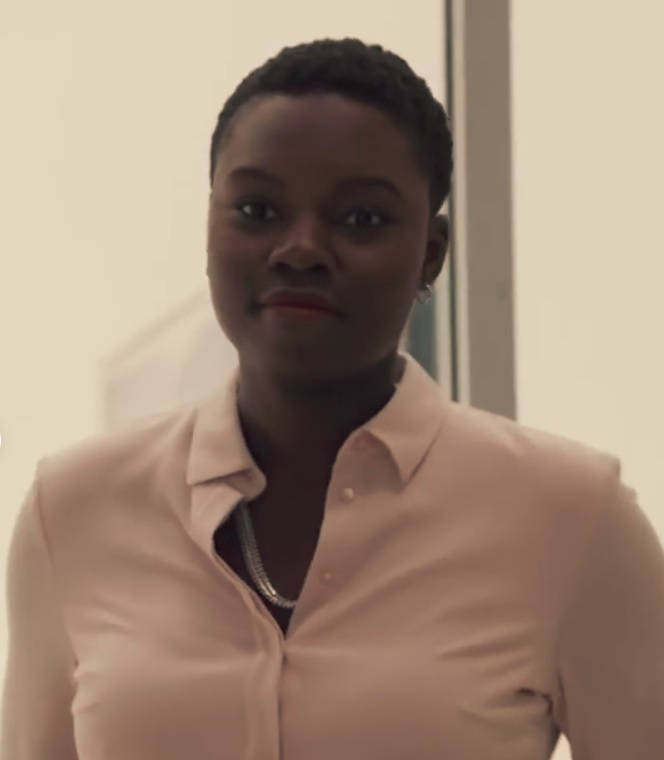
Shaunette Renée Wilson
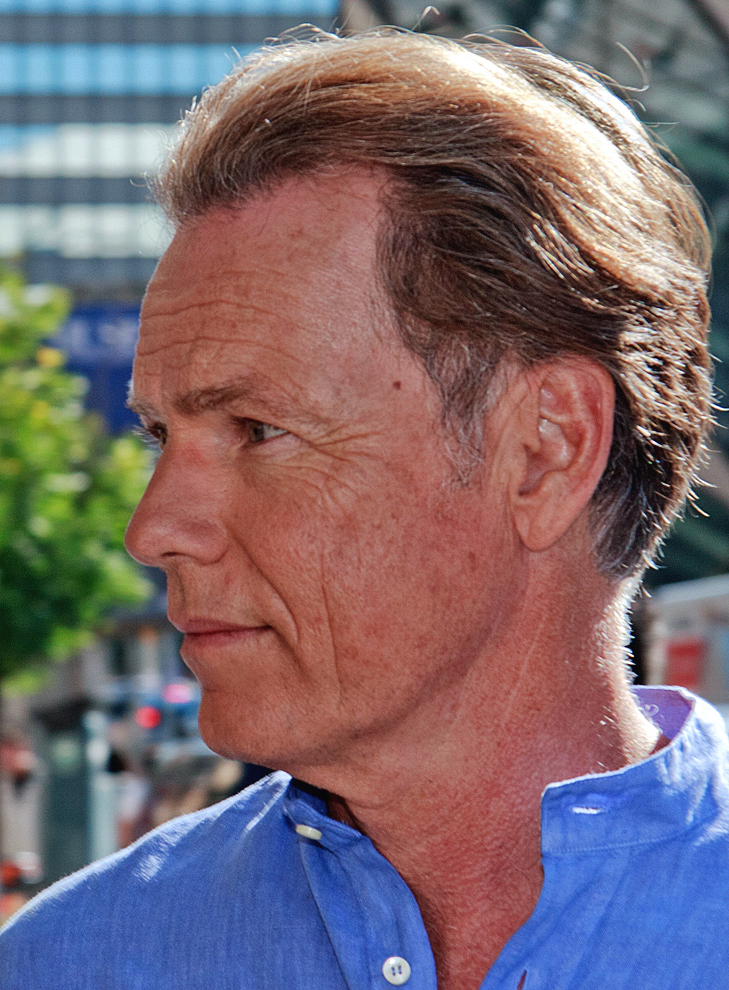
Bruce Greenwood
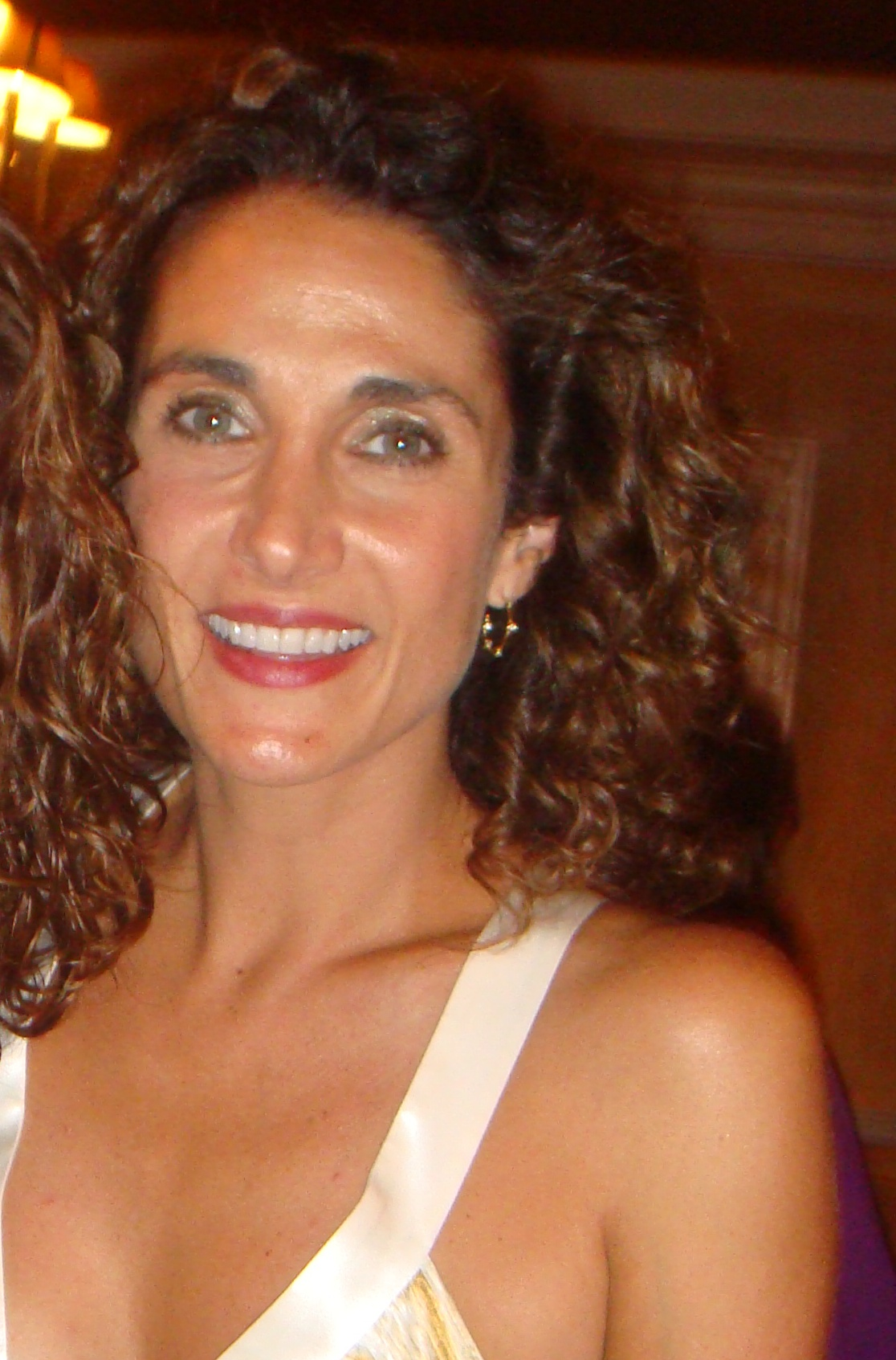
Melina Kanakaredes
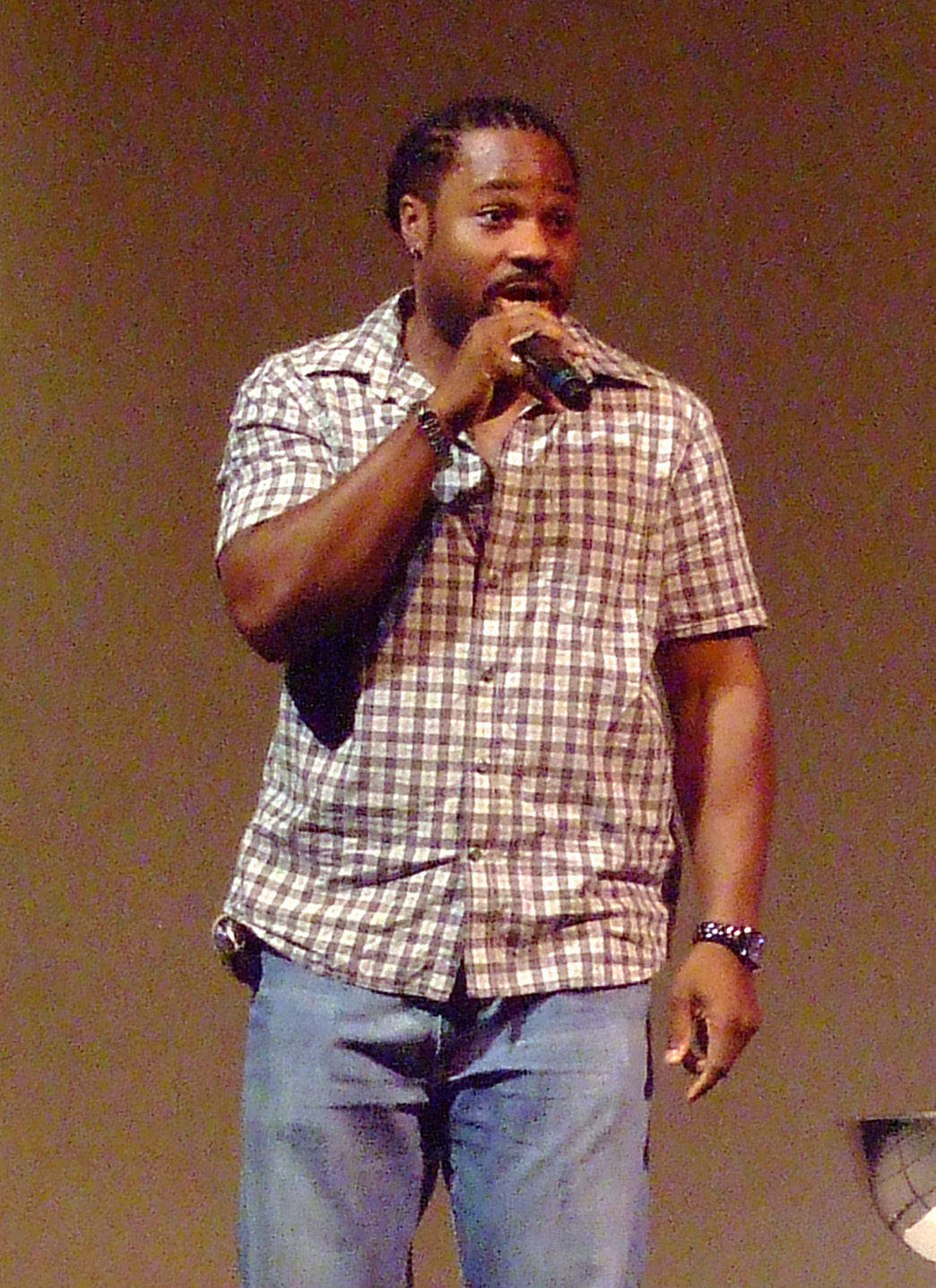
Malcolm-Jamal Warner
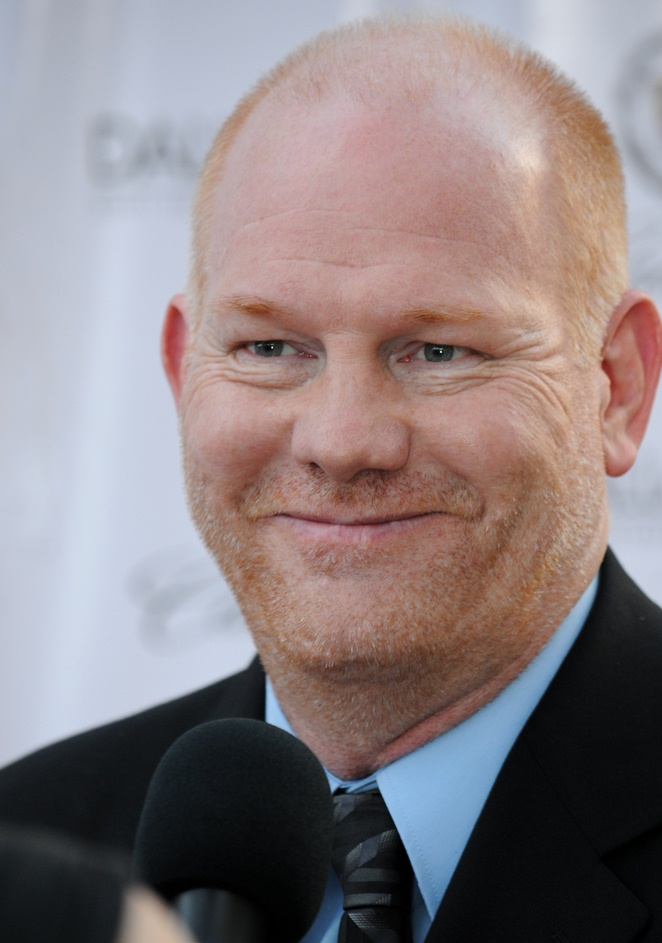
Glenn Morshower
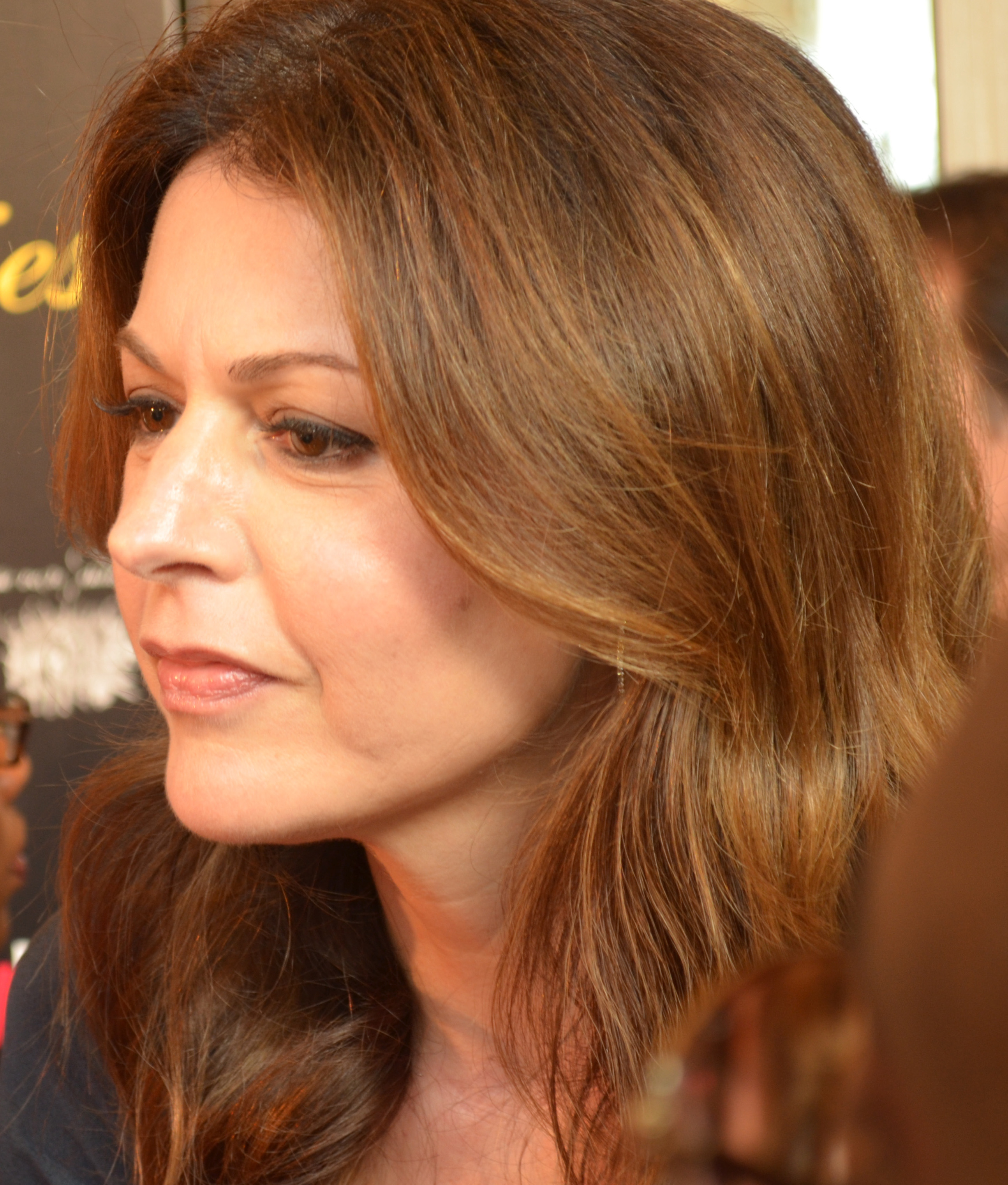
Jane Leeves
Morris Chestnut
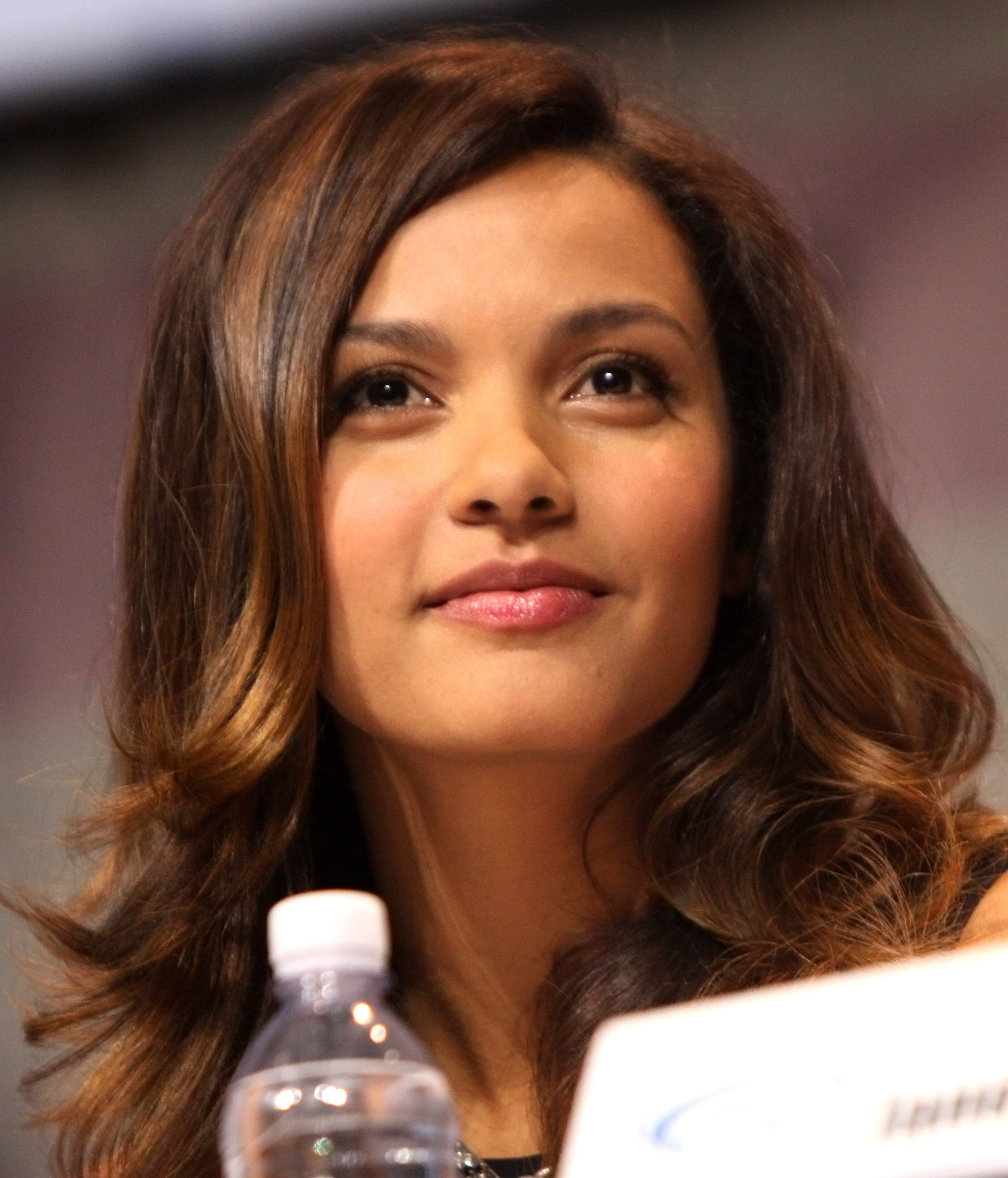
Jessica Lucas
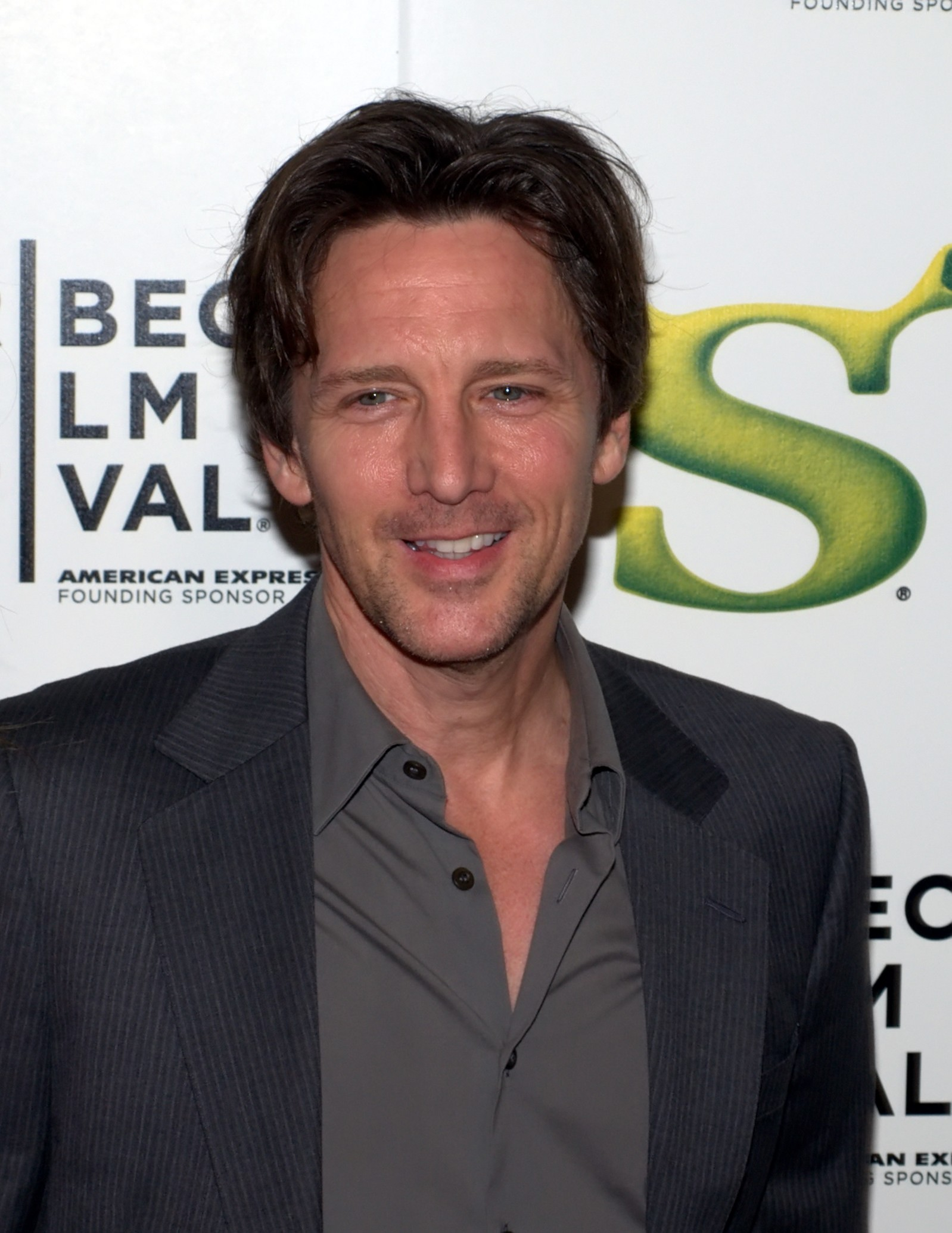
Andrew McCarthy

### Ricorrenti
- Priya Nair (stagioni 1-2), interpretata da Tasie Lawrence.
- Lily Kendall (stagione 1), interpretata da Violett Beane, doppiata da Veronica Puccio.
- Dott. Jude Silva (stagioni 1), interpretato da Warren Christie.
- Dott. Irving Feldman (stagioni 1-6), interpretato da Tasso Feldman, doppiato da Gianluca Crisafi.
- Dott. Ben Wilmot (stagioni 1), interpretato da Jocko Sims.
- Micah Stevens (stagioni 1-2), interpretato da Patrick R. Walker.
- Dott. Bradley Jenkins (stagioni 1-2), interpretato da Steven Reddington.
- Dott.ssa Cara Ramirez (stagione 1), interpretata da Elizabeth Ludlow.
- Infermiera Alexis Stevens (stagioni 1-in corso), interpretata da Catherine Dyer.
- Dott.ssa Julian Lynn (stagioni 2), interpretata da Jenna Dewan.
- Andrea Braydon (stagione 3), interpretata da Kearran Giovanni.
Istruttrice di fitness in cerca di investitori per i suoi prodotti.
- Zip Betournay (stagione 3), interpretato da Geoffrey Cantor.
Padre di Grayson e partner di Bell a golf.
- Yee Austin (stagioni 3-4), interpretato da Michael Paul Chan.
Padre adottivo di AJ.
- Adaku Eze (stagione 3, guest star stagione 2), interpretata da Erinn Westbrook.
Amica di Mina.
- Lamar Broome (stagione 3), interpretato da David Alan Grier.
Padre biologico di AJ.
- Jake Wong (stagioni 4-6), interpretato da Conrad Ricamora, doppiato da Leonardo Graziano.
Figliastro del Dott. Raldolph Bell.
- Winston Robards (stagione 5), interpretato da Stephen Wallem.
- Padma Devi (stagioni 5–6), interpretata da Aneesha Joshi.
Sorella gemella di Leela.

## Produzione
L'episodio pilota è stato ordinato dall’emittente Fox il 10 maggio 2017. Il 7 maggio 2018 la serie è stata rinnovata per una seconda stagione di 23 episodi. Il 25 marzo 2019 l’emittente Fox ha rinnovato la serie per una terza stagione. Il 14 marzo 2020, la produzione della terza stagione è stata interrotta a causa del coronavirus SARS-CoV-2. Il 19 maggio 2020 la serie è stata rinnovata per una quarta stagione. Il 17 maggio 2021 Fox ha rinnovato la serie per una quinta stagione.
Il 16 maggio 2022 la serie è stata rinnovata per una sesta stagione. Il 6 aprile 2023 Fox ha cancellato la serie dopo sei stagioni.

### Riprese
Le riprese della serie si sono svolte ad Atlanta. Alcune riprese hanno avuto luogo a Canton e al Blankets Creek Bike Trail. Gli esterni e gli interni del High Museum of Art sono stati utilizzati per creare il fittizio Chastain Park Memorial Hospital. Altre riprese sono avvenute anche a Conyers, sul set di produzione precedentemente utilizzato da Sleepy Hollow.

## Distribuzione
Negli Stati Uniti la serie è stata trasmessa su Fox dal 21 gennaio 2018 al 17 gennaio 2023. In Italia le prime tre stagioni sono andate in onda sul canale satellitare Fox Life dal 5 marzo 2018 al 23 giugno 2020. La quarta stagione è stata trasmessa su Fox mentre la quinta e la sesta sono state distribuite su Disney+. In chiaro la prima stagione è stata trasmessa su Rai 1 dal 25 giugno 2019, dalla seconda alla quarta stagione invece è andata in onda su Rai 2.